# Bartholomaea
Bartholomaea é um género botânico pertencente à família Salicaceae.